# Erik A. Petschler

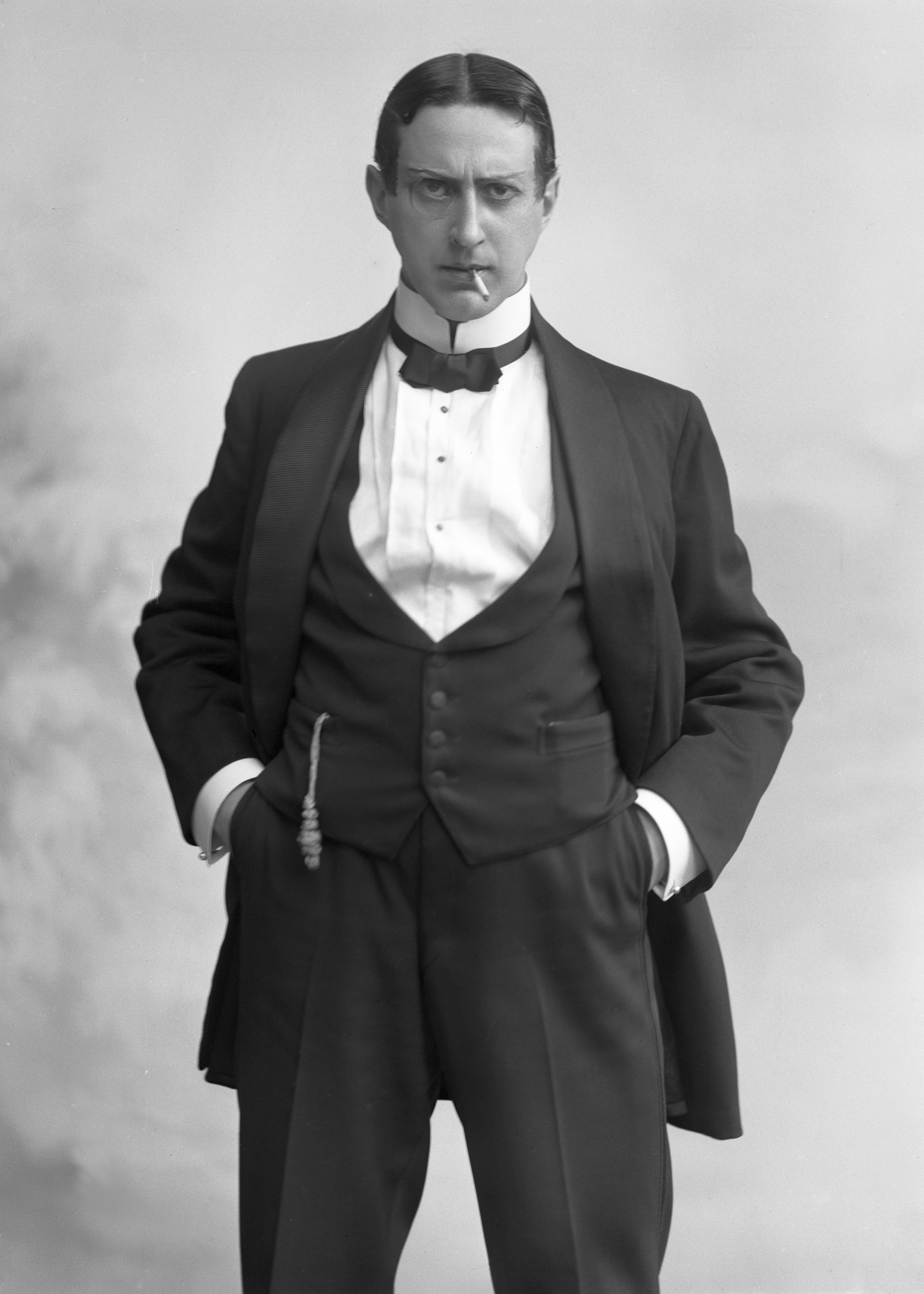
Erik A. Petschler (1914)

Erik Arthur Petschler (* 2. September 1881 in Göteborg; † 10. Dezember 1945 in Stockholm) war ein schwedischer Schauspieler, Regisseur und Drehbuchautor.
Bekannt ist er heute vor allem als „Entdecker“ der seinerzeit 16-jährigen Greta Garbo, der er im Juli 1922 begegnete und ihr zu ihrer ersten Rolle in der Slapstickkomödie Luffar-Petter verhalf.

## Leben
Petschler trat ab 1913 in kleinen Nebenrollen in Filmen von Victor Sjöström und Mauritz Stiller auf. Edmond Hansen entdeckte Petschlers komisches Talent und gab ihm größere Rollen in den Lustspielen Hämnden är ljuv, Hjälte mot sin vilja und Högsta vinsten. Der Erfolg beim Publikum inspirierte Petschler, sich an eigenen Filmproduktionen zu versuchen. 1920 inszenierte er den Film Baron Olsson, in dem er auch die Hauptrolle spielte. Im Jahr darauf inszenierte er den auf einer Vorlage von Fredrik August Dahlgren basierenden Värmlänningarna, in dem auch der schwedische Hollywood-Star Anna Q. Nilsson zu sehen war.
Nach diesem Erfolg gründete Petschler seine eigene Produktionsfirma Petschler-Film und verfasste das Drehbuch für die Slapstickkomödie Luffar-Petter. Bei den Vorbereitungen zu den Dreharbeiten lernte er Greta Garbo kennen, die zum damaligen Zeitpunkt noch als Verkäuferin im vornehmen Stockholmer Kaufhaus PUB tätig war. Garbo sprach die Petter begleitenden Schauspielerinnen Tyra Ryman und Gucken Cederborg an und kam dadurch mit Petter in Kontakt, der ihr schließlich ihre erste Rolle in Luffar-Petter gab.
Petschler blieb noch bis in die 1930er Jahre als Regisseur aktiv. Nur wenige seiner Filme blieben erhalten. Als Schauspieler war er bis zu seinem Tod im 1945 immer wieder in kleineren Rollen zu sehen.
Er war ab 1938 mit der Drehbuchautorin Ragnhild E. Ch. Broberg verheiratet.

## Filmografie (Auswahl)
Schauspieler
- 1913: Mannekängen (Kurzfilm)
- 1913: På livets ödesvägar
- 1915: Hjälte mot sin vilja (Kurzfilm)
- 1915: Högsta vinsten (Kurzfilm)
- 1915: Hämnden är ljuv
- 1915: Hjälte mot sin vilja
- 1916: Hennes Kungliga höghet (Kurzfilm)
- 1916: Hans bröllopsnatt (Kurzfilm)
- 1916: Svartsjukans följder (Kurzfilm)
- 1920: Das Geheimnis des Klosters (Klostret i Sendomi)
- 1920: Baron Olson
- 1922: Luffar-Petter
- 1925: Öregrund-Östhammar
- 1927: Hin och smålänningen
- 1928: A.-B. gifta bort baron Olson
- 1931: Flickan från Värmland
- 1933: Fridolf i lejonkulan
- 1936: Min svärmor - dansösen
- 1938: Två år i varje klass
- 1938: Sigge Nilsson och jag
- 1940: Lillebror och jag
- 1941: I natt – eller aldrig
- 1941: Spökreportern
- 1942: Sexlingar
- 1943: I mörkaste Småland
- 1944: Jag är eld och luft
- 1945: Kungliga patrasket
- 1945: Fram för lilla Märta eller På livets ödesvägar

Regie
- 1910: Vermlanders (Kurzfilm)
- 1920: Baron Olson
- 1921: Värmlänningarna
- 1922: Luffar-Petter
- 1925: Öregrund-Östhammar
- 1926: Bröllopet i Bränna
- 1927: Hin och smålänningen
- 1928: A.-B. gifta bort baron Olson
- 1931: Flickan från Värmland
- 1933: Halta Lena och vindögde Per

Drehbuch
- 1922: Luffar-Petter
- 1927: Hin och smålänningen
- 1928: A.-B. gifta bort baron Olson